# Mark Rennie
Pour les articles homonymes, voir Rennie.
Pas d'image ? Cliquez ici

a Compétitions nationales et continentales officielles uniquement.

b Matchs officiels uniquement.
Dernière mise à jour le 7 septembre 2018.
Mark Rennie, né le 30 avril 1982, est un joueur de rugby à XV écossais évoluant au poste de deuxième ligne ou troisième ligne aile (2,00 m pour 108 kg).

## Palmarès

### En sélection
- 12 sélections avec Écosse A.